# Stephan Zwierschitz
 Stephan Zwierschitz (ur. 17 września 1990 w Mödling) – austriacki piłkarz występujący na pozycji obrońcy. Wychowanek SC Sommerein, obecnie jest zawodnikiem austriackiego klubu Admira Wacker Mödling. Rozegrał trzy mecze w barwach reprezentacji Austrii U-21.